# Shaker Heights
Shaker Heights – miasto w Stanach Zjednoczonych, w stanie Ohio.
Liczba mieszkańców w 2000 roku wynosiła 29 405.
Urodził się tu aktor, reżyser i producent filmowy Paul Newman.